# Daniel Klapper
Daniel Klapper (* 2. August 1964 in Bielefeld) ist ein deutscher Wirtschaftswissenschaftler und Hochschullehrer im Fach Marketing an der Humboldt-Universität zu Berlin.

## Laufbahn
Daniel Klapper studierte Betriebswirtschaftslehre an der Universität Bielefeld. Nach Beendigung des Studiums 1990 übernahm er dort die Stelle eines wissenschaftlichen Mitarbeiters, von der er 1994 an die Humboldt-Universität zu Berlin in das neu eingerichtete Institut für Marketing wechselte. In der Folge war er auch Mitarbeiter im Sonderforschungsbereich 373 (Quantifikation und Simulation ökonomischer Prozesse, 1994–2003) und Gastwissenschaftler an der University of California in Los Angeles. Im Jahre 1997 promovierte er an der Humboldt-Universität zu Berlin und wechselte auf eine Hochschulassistenten-Stelle, auf der er im Jahr 2000 seine Habilitation mit der Venia Legendi für Betriebswirtschaftslehre abschloss.
Im Jahr 2001 erhielt er einem Ruf auf die Professur für Absatzwirtschaft am Institut für Betriebswirtschaftslehre der Christian-Albrechts-Universität zu Kiel an. Die Position hatte er bis 2006 inne, dann folgte er zunächst einer Einladung an die Johann Wolfgang Goethe-Universität in Frankfurt am Main, wo er im Schwerpunkt Marketing den Arbeitsbereich Betriebswirtschaftslehre und Konsumgütermarketing übernahm. 2012 kehrte Klapper zurück an die Humboldt-Universität nach Berlin und übernahm dort die Position des Direktors des Instituts für Marketing an der Fakultät für Wirtschaftswissenschaften. Seine Forschungssemester 2004, 2007 und 2011 verbrachte er als Gastprofessor an der Stanford Graduate School of Business.
Seit 2017 ist er Mitglied und Projektleiter im DFG-geförderten Sonderforschungsbereich Transregio 190 und seit 2018 gewählter Dekan der Fakultät. An der Humboldt-Universität zu Berlin ist er zudem seit 2019 Mitglied des Akademischen Senats, seit 2021 Vorsitzender der Haushaltskommission und seit 2018 Mitglied des Tenure Board.

## Wissenschaftlicher Beitrag
In seiner frühen wissenschaftlichen Arbeit setzte sich Klapper mit der Analyse von Scanner Panel Informationen aus dem Konsumgüterbereich auseinander. Im Zentrum stand dabei die dreimodale Analyse und die Aufdeckung und Prognose von Wettbewerbsstruktur und Wirkung von Preisstrategien auf Marktanteile. Durch die Dekomposition von Informationen in Scanner Panel Daten über „Competitive Mapping“ eröffnete er insbesondere methodisch neue Perspektiven für die quantitative Marktforschung. Darauf aufbauend gelang es ihm, über den NEIO (New Empirical Industrial Organization)- Ansatz eine neue tragfähige und vor allem theoretisch begründbare Methodik der aktuellen Mikroökonomie für die quantitative Wettbewerbsforschung im Marketing weiterzuentwickeln. Dabei fokussierte er sich auf die Aufdeckung von Wettbewerbsbeziehungen der Marktakteure unter Berücksichtigung von mehreren Instrumenten und deren Dynamik.
In seinen neueren Arbeiten nutzt Klapper auch Methoden aus dem Bereich des maschinellen Lernens zur Analyse von Wettbewerbsstrukturen. Inhaltlich setzt er sich hier in seinem Ansatz u. a. mit der Wirkung der Preises und der Werbung als Wettbewerbsinstrument, mit der Breite des Sortiments, mit Fragestellung zur Digitalisierung und der Bedeutung der Marke auseinander.
In den Folgewerken treten zusätzlich verhaltenswissenschaftliche Konstrukte  wie Loss Aversion, Context Effekte, Choice Overload sowie Attribute Non-Attendance in den Vordergrund.

## Organisation von Forschungsnetzwerken, Herausgeberschaft und weitere (neben)berufliche Aktivitäten
Daniel Klapper ist seit 2006 Mitglied des Redaktionsbeirats der Zeitschriften Marketing ZFP – Journal of Research and Management und schreibt seit 2007 Beiträge für die Review of Managerial Science. Von 2012 bis 2016 war er zudem der leitende Geschäftsführer des Center for Applied Statistics and Economics (C.A.S.E.) an der Humboldt-Universität zu Berlin.
Neben seiner Rolle als Mitglied und Projektleiter (zusammen mit Martin Spann) im Sonderforschungsbereich Transregio 190 ist Klapper Mitglied der Forschungsgruppe „Konsum & Verhalten“ (seit 2001). Ferner war er in der Vergangenheit Mitglied des Sonderforschungsbereichs 373 (Quantifikation und Simulation ökonomischer Prozesse, 1997–2001) an der Humboldt-Universität zu Berlin und Mitglied des Graduiertenkollegs 517 (Betriebswirtschaftliche Aspekte lose gekoppelter Systeme und Electronic Business, 2001–2006) der Christian-Albrechts-Universität zu Kiel. Von 2013 bis 2016 erhielt Klapper ein DFG-Forschungsstipendium für das Projekt „Ökonomische Risiken, Konsumentenheterogenität und die Bewertung von Preis- und Produktstrategie“.
Zusammen mit anderen Kolleginnen verschiedener Berliner Universitäten und Institute ist Klapper des Weiteren Mitorganisator des halbjährlich stattfindenden Berlin IO Day. Er ist Mitglied der Berlin School of Economics und der Berlin University Alliance.

## Ehrungen
Zusammen mit Michaela Draganska und Sofia B. Villas-Boas war Klapper Finalist des 2020 Long Term Impact Award (INFORMS Society for Marketing Science) für ihren gemeinsamen Marketing-Science-Artikel A Larger Slice or a Larger Pie? An Empirical Investigation of Bargaining Power in the Distribution Channel. Zusammen mit Daniel Kostyra erhielt er 2015 den Marketing ZFP Best Paper Award für den Beitrag Signaling Teamwork: How Brand Prominence in Brand Alliance Communication Can Influence Customer Perception.

## Trivia
Klapper ist verheiratet und Vater zweier Kinder. In der Freizeit ist er passionierter Radsportler und fährt alpine Wettbewerbe.